# Monte Oialona - Colle Propezzano
Monte Oialona - Colle Propezzano este o arie protejată (arie specială de conservare — SAC, sit de importanță comunitară — SCI, arie de protecție specială avifaunistică — SPA) din Italia întinsă pe o suprafață de 969 ha, integral pe uscat.

## Localizare
Centrul sitului Monte Oialona - Colle Propezzano este situat la coordonatele 42°51′46″N 13°19′40″E / 42.862778°N 13.327778°E.

## Înființare
Situl Monte Oialona - Colle Propezzano a fost declarat sit de importanță comunitară în iunie 1995 pentru a proteja 7 specii de animale. Alte tipuri de protecție:
- arie de protecție specială avifaunistică (în martie 2003)[2]
- arie specială de conservare (în decembrie 2016)[1][3][4]

## Biodiversitate
Situată în ecoregiunea continentală, aria protejată conține 12 habitate naturale: Pajiști uscate europene, Păduri pe pante, grohotișuri și ravene de Tilio-Acerion, Păduri de fag din Apenini cu Taxus și Ilex, Formațiuni ierboase bogate în specii de Nardus, dezvoltate pe substraturi silicioase în zone montane (și în zone submontane, în Europa continentală), Pajiști uscate seminaturale și facies de acoperire cu tufișuri pe substraturi calcaroase (Festuco-Brometalia) (* situri importante pentru orhidee), Păduri de Castanea sativa, Formațiuni de Juniperus communis pe lande sau pajiști calcaroase, Galerii de Salix alba și de Populus alba, Roci stâncoase cu vegetație pionieră de Sedo-Scleranthion sau Sedo albi-Veronicion dillenii, Păduri ilirice de stejar și carpen (Erythronio-Carpinion), Păduri de stejar alb estice, Liziere de ierburi înalte hidrofile de câmpie și de nivel montan până la alpin.
La baza desemnării sitului se află mai multe specii protejate de  păsări (7): fâsă-de-câmp (Anthus campestris), acvilă de munte (Aquila chrysaetos), caprimulg (Caprimulgus europaeus), presură de grădină (Emberiza hortulana), sfrâncioc roșiatic (Lanius collurio), ciocârlie de pădure (Lullula arborea), viespar (Pernis apivorus).